# Kanton Briançon-Nord
Kanton Briançon-Nord (fr. Canton de Briançon-Nord) je francouzský kanton v departementu Hautes-Alpes v regionu Provence-Alpes-Côte d'Azur. Tvoří ho čtyři obce.

## Obce kantonu
- Briançon (severní část)
- Montgenèvre
- Névache
- Val-des-Prés